# Ескалон (Каліфорнія)
Ескалон (англ. Escalon) — місто (англ. city) в США, в окрузі Сан-Хоакін штату Каліфорнія. Населення — 7472 особи (2020).

## Географія
Ескалон розташований за координатами 37°47′32″ пн. ш. 121°0′0″ зх. д. / 37.79222° пн. ш. 121.00000° зх. д. (37.792223, -120.999940).  За даними Бюро перепису населення США в 2010 році місто мало площу 6,13 км², з яких 5,96 км² — суходіл та 0,17 км² — водойми.

## Демографія
Згідно з переписом 2010 року, у місті мешкали 7132 особи в 2476 домогосподарствах у складі 1918 родин. Густота населення становила 1163 особи/км².  Було 2610 помешкань (426/км²).
Расовий склад населення:
| - 81,6 % — білих - 1,3 % — азіатів - 1,1 % — корінних американців - 0,4 % — чорних або афроамериканців - 0,3 % — вихідців з тихоокеанських островів - 11,5 % — осіб інших рас |

До двох чи більше рас належало 3,6 %. Частка іспаномовних становила 27,0 % від усіх жителів.
За віковим діапазоном населення розподілялося таким чином: 27,1 % — особи молодші 18 років, 60,4 % — особи у віці 18—64 років, 12,5 % — особи у віці 65 років та старші. Медіана віку мешканця становила 36,0 року. На 100 осіб жіночої статі у місті припадало 96,0 чоловіків;  на 100 жінок у віці від 18 років та старших — 95,2 чоловіків також старших 18 років.
Середній дохід на одне домашнє господарство  становив 68 579 доларів США (медіана — 52 125), а середній дохід на одну сім'ю — 79 265 доларів (медіана — 64 296). Медіана доходів становила 56 104 долари для чоловіків та 35 804 долари для жінок. За межею бідності перебувало 15,0 % осіб, у тому числі 21,1 % дітей у віці до 18 років та 5,2 % осіб у віці 65 років та старших.
Цивільне працевлаштоване населення становило 3292 особи. Основні галузі зайнятості: освіта, охорона здоров'я та соціальна допомога — 28,9 %, роздрібна торгівля — 11,9 %, виробництво — 10,4 %, науковці, спеціалісти, менеджери — 9,8 %.